# Đeravica
Đeravica (alb. Gjeravica; srp. Ђеравица) je drugi najviši vrh planinskog lanca Prokletije i najviši vrh Republike Kosovo s 2 656 mnv.
U neposrednoj blizini vrha se nalaze mnogobrojna ledenjačka jezera, od kojih je najveće Đeravičko, koje se nalazi ispod samog vrha i iz njega istječe rijeka Erenik.

## Vanjske poveznice
|  | Zajednički poslužitelj ima još gradiva o temi Đeravica |

- Đeravica na Summitpost